# 岡田直敏
岡田 直敏（おかだ なおとし、1953年4月15日 - ）は、日本の新聞記者。日本経済新聞社代表取締役会長。

## 人物・来歴
宮崎県門川町で生まれ、小・中学校は都城市で過ごす。ラ・サール高等学校を経て東京大学法学部第2類（公法コース）を卒業。
ブルース・リーの映画「ドラゴンへの道」を見て、その美しさに感動したことから、大学入学後に少林寺拳法を始める。
本部合宿にも参加しており、開祖の宗道臣から薫陶を受ける。少林寺拳法二段。
1976年、日本経済新聞社入社。1980年から1981年までフランスに留学しジャーナリズムを学ぶ。1989年から1991年までパリ支局長を務める。常務取締役、専務取締役東京本社編集局長、取締役副社長などを歴任。2015年、代表取締役社長に就任。2021年、代表取締役会長に就任。
日経新聞入社後に、留学・特派員としてフランスに二度の在住経験があり、フランス語が堪能。2018年10月、日仏関係向上への貢献のほか、メセナ活動等を通じてフランスと日本の文化、経済交流の促進に取り組んできたことが評価され、フランス政府からレジオン・ドヌール勲章シュヴァリエが叙勲された。
2022年5月、ロシアのウクライナ侵攻に伴うロシア政府による日本への報復措置（ロシア連邦への日本政府の政策に対する報復措置に関してのロシア外務省声明）によって、ロシア連邦への入国を恒久的に禁止された。